# جيلبرت كومسون
جيلبرت كومسون (بالإنجليزية: Gilbert Koomson) (9 سبتمبر 1994 بأكرا في غانا - ) هو لاعب كرة قدم غاني في مركز جناح ‏. شارك مع منتخب غانا تحت 17 سنة لكرة القدم ومنتخب غانا تحت 23 سنة لكرة القدم. أما مع النوادي، فقد لعب مع نادي بوليس تيرو ونادي سوغندال لكرة القدم وSamutsongkhram F.C. ‏.

## روابط خارجية
- جيلبرت كومسون على موقع اتحاد النرويج (النرويجية)
- جيلبرت كومسون على موقع اتحاد تركيا (لاعب) (الإنجليزية)
- جيلبرت كومسون على موقع قاعدة بيانات كرة القدم.إي يو (الإنجليزية)
- جيلبرت كومسون على موقع ناشيونال فوتبول تيمز (الإنجليزية)
- جيلبرت كومسون على موقع Soccerway.com (الإنجليزية)